# Yūki Hideyasu
Yūki Hideyasu (結城秀康), 1er mars 1574 - 2 juin 1607, est un daimyo de l'époque Azuchi Momoyama et du début de l'époque d'Edo. Second fils de Ieyasu Tokugawa, il crée le domaine de Fukui dans la province d'Echizen.

## Biographie

### Jeunesse
Hideyasu né Tokugawa Ogimaru en 1574, est le second fils d'Ieyasu Tokugawa, avec sa concubine Oman (connue aussi sous le nom de Dame Kogō). On dit qu'Oman donna naissance à des jumeaux et que le frère d'Ogimaru succéda au père d'Oman comme prêtre du tombeau de Chiryū de la province de Mikawa. Il naît près du château de Hamamatsu dans le village d'Ofumi.
Oman était la domestique de Dame Tsukiyama, la première épouse d'Ieyasu. Après l'avoir mise enceinte, craignant la colère de Tsukiyama, Ieyasu l'a caché dans la maison d'Honda Shigetsugu. C'est dans cette maison qu'Ogimaru et son frère sont nés.
Pour une raison inconnu le jeune Ogimaru n'est pas aimé de son père. Lors du suicide de son demi-frère Matsudaira Nobuyasu, il aurait dû être l'héritier de son père, cependant lors des négociations de paix qui suivent la bataille de Komaki et Nagakute, il est adopté (en réalité donné en otage) à Hashiba Hideyoshi. Il prend alors le nom de Hashiba Hideyasu, combinant le nom de ses pères adoptif et biologique.

### Combats
Hideyasu participe à la campagne de Kyūshū en 1587, menant l'assaut du château de Buzen-Iwaishi. Il reçoit également les honneurs pour sa conduite de la pacification de la province d'Hyūga. Hideyasu participe au siège d'Odawara (1590) et à la campagne coréenne (1592). Ses succès dans ces campagnes lui permette de gagner le respect en tant que commandant capable, en dépit de son jeune âge.
En 1589, né un fils de Hideyoshi Toyotomi, Hideyasu est alors adopté l'année suivante par Yūki Harutomo de la province de Shimōsa.

### Dernières années
Après la bataille de Sekigahara, il reçoit à la place de son fief de la famille de Yūki dans la province de Shimōsa (évaluée à 101 000 koku) celui de Fukui (670 000 koku). En 1604, il prend le nom de famille de Matsudaira. Quand il meurt en 1607, son premier fils Matsudaira Tadanao lui succède.

## Source de la traduction
- (en) Cet article est partiellement ou en totalité issu de l’article de Wikipédia en anglais intitulé « Yūki Hideyasu » (voir la liste des auteurs).